# Степанюк Дар'я Вікторівна
Дарина Вікторівна Степанюк (нар. 22 травня, 1990, Харків) — українська плавчиня, дворазова бронзова призерка чемпіонату Європи серед юніорів 2006 р. на Пальма де Мальорці (50,100 м в/с), бронзова призерка в естафетному плаванні I чемпіонату світу серед юніорів 2006 р. у Бразилії, учасниця Олімпійських Ігор 2008 року у Пекіні, дворазова срібна призерка (50,100 в/с) Всесвітньої Універсіади 2011 у Шеньчжені (Китай), 16-ти разова рекордсменка України на дистанціях 50 і 100 м вільним стилем, 50 м батерфляєм.

## З життєпису
Після закінчення училища фізичної культури вступила до ХДАФКу на факультет циклічних видів спорту. Тренується та працює в харківському басейні АКВАРЕНА.
Брала участь у Олімпійських іграх 2008. Вона встановила декілька рекордів у своєму виді плавання.
На літніх Олімпійських іграх у Лондоні взяла участь у естафеті 4 × 200 метрів вільним стилем разом з Ганною Дзеркаль, Дариною Зевіною та Іриною Главник, проте у кваліфікаційному запливі українки показали передостанній час серед усіх команд 8:12,67 і не змогли відібратися у фінал, розташувавшись у підсумковому протоколі лише на 16-й позиції .

### Виступи на Олімпіадах
| Олімпіада   | Дисципліна                           | Результат | Місце |
| Пекін 2008  | 100 метрів вільним стилем            | 55,51     | 27    |
| Пекін 2008  | Естафета 4х100 метрів вільним стилем | 3.44,72   | 14    |
| Пекін 2008  | Естафета 4х100 метрів комплексом     | 4.08,62   | 16    |
| Лондон 2012 | 50 метрів вільним стилем             | 25,7      | 33    |
| Лондон 2012 | Естафета 4х200 метрів вільним стилем | 2.05,49   | 16    |
| Ріо 2016    | 50 метрів вільним стилем             | 25,67     | 42    |
| Ріо 2016    | 100 метрів батерфляєм                | 1.00,81   | 33    |